# Ivánc
Ivánc (dt.: Iweinstal) ist eine ungarische Gemeinde im Kreis Körmend im Komitat Vas. Sie liegt am Rand des Őrség-Nationalparks.

## Geschichte
Der Ort wurde erstmals 1353 urkundlich erwähnt.

## Söhne und Töchter der Gemeinde
- Ferenc Kresznerics (1766–1832), Lehrer, Lexikograph und Propst
- Antal Sigray (1879–1947), Politiker

## Sehenswürdigkeiten
- Gedenksäule für die Gardisten anlässlich der Ungarischen Revolution 1848/1849 (Ivánci Nemzetőrök emlékoszlop)
- Gedenktafel für Lajos Kossuth (Kossuth emléktábla)
- Gedenktafel für Ferenc Kresznerics (Kresznerics Ferenc emléktábla)
- Heimatmuseum (Helytörténeti Múzeum)
- Römisch-katholische Kirche Szent Miklós, erbaut 1913–1914
- Schloss Sigray (Sigray-kastély)
- Standbild des heiligen Johannes Nepomuk (Nepomuki Szent János szobor)

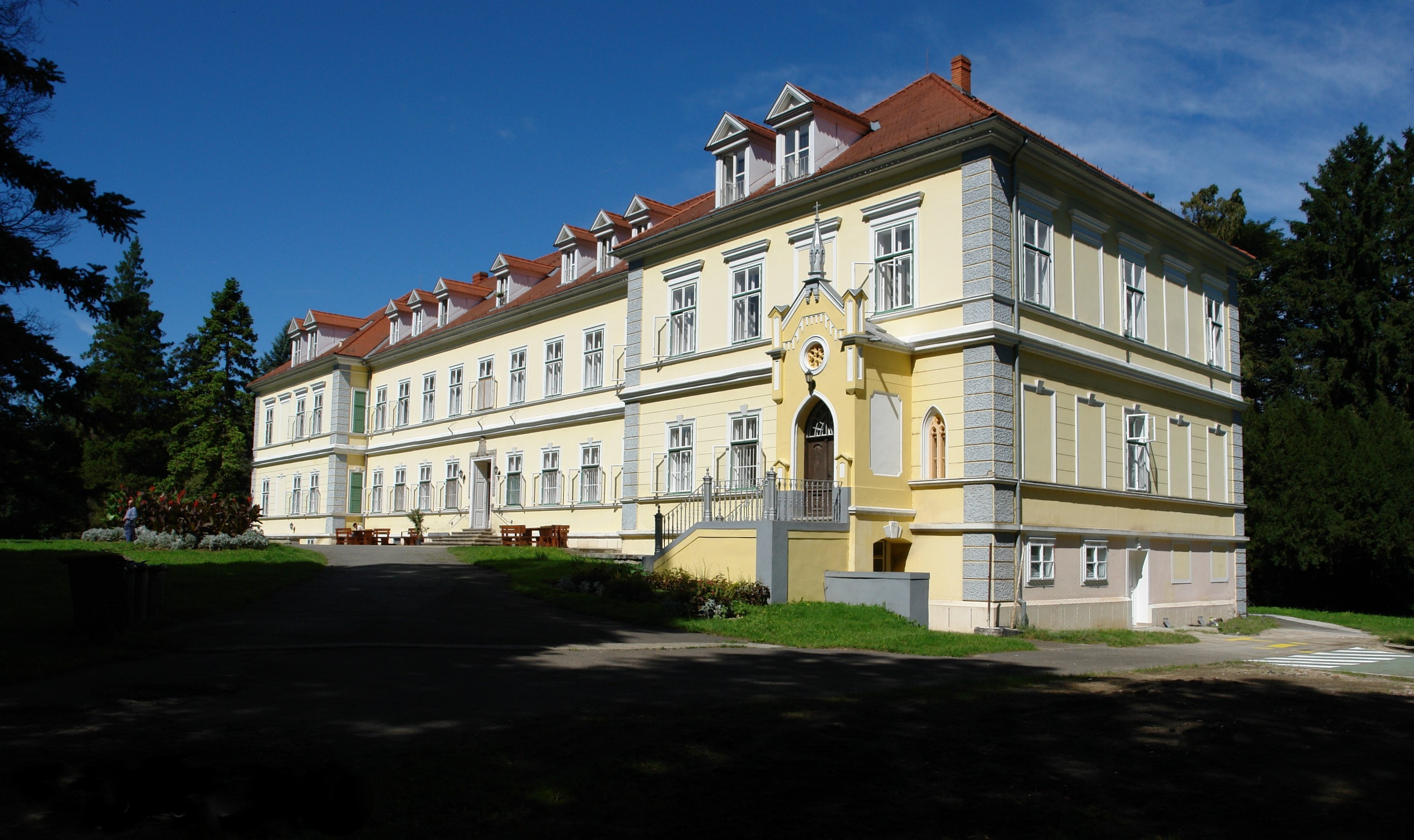
Schloss Sigray in Ivánc

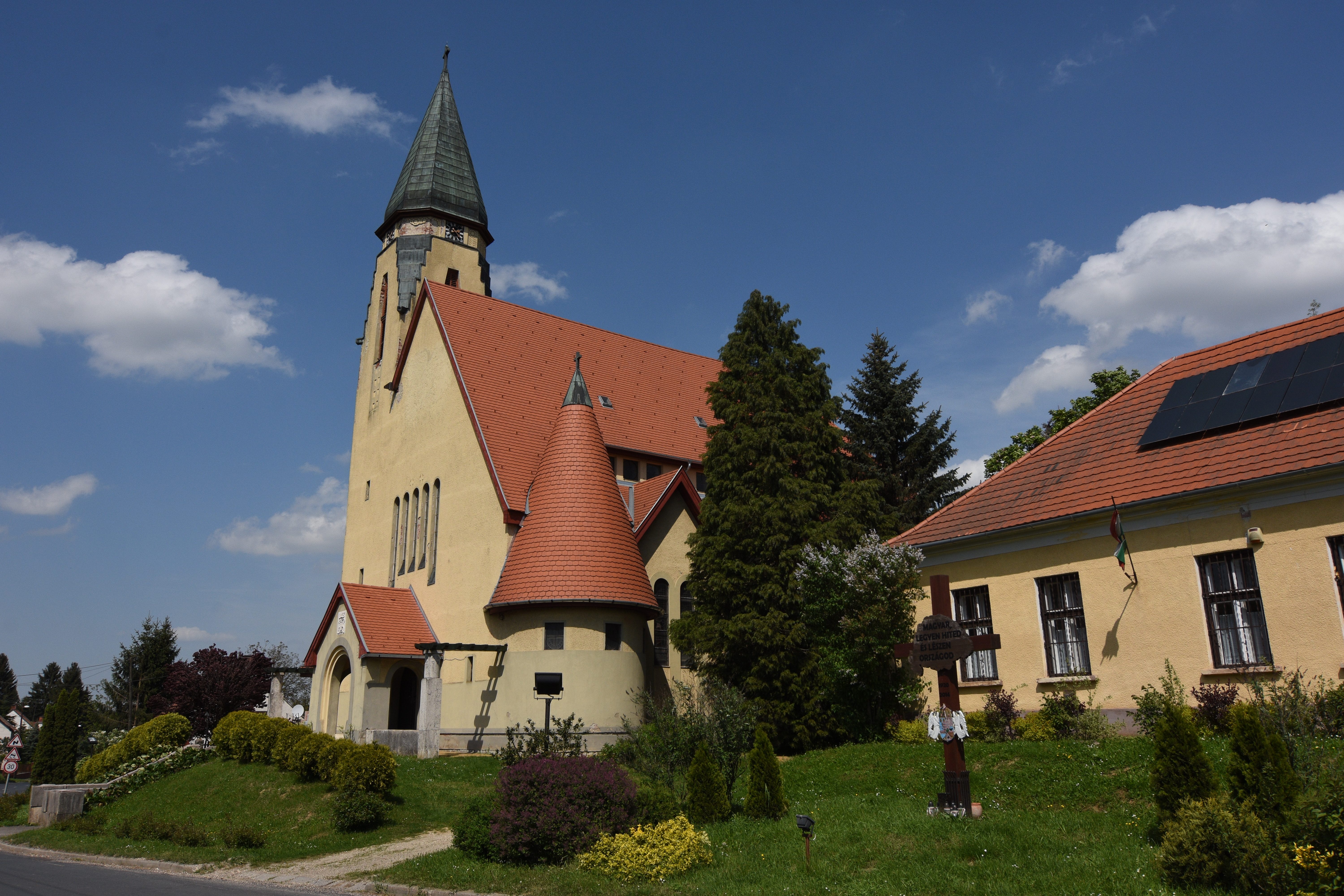
Szent Miklós templom

## Verkehr
Durch Ivánc verläuft die Landstraße Nr. 7451. Der nächstgelegene Bahnhof befindet sich ungefähr fünf Kilometer nördlich in Csákánydoroszló.